# Filippo Lamponi
Filippo Lamponi (Santa Vittoria in Matenano, 2 giugno 1827 – Reggio Calabria, 29 marzo 1881) è stato un prefetto italiano, avvocato, patriota della causa italiana, regio delegato straordinario di Ancona e Bologna, regio commissario straordinario di Genova, poi prefetto delle province di Potenza e di Reggio Calabria.

## Biografia

### Nascita e formazione

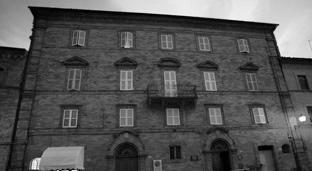
Palazzo Lamponi a Santa Vittoria in Matenano (XVIII secolo)

Filippo (Francesco, Giuseppe, Gioacchino, Michele, Raffaele) Lamponi nacque a Santa Vittoria in Matenano, in provincia di Fermo, il 2 giugno 1827, dal marchese Pietro Lamponi e dalla contessa Marianna Neroni Cancelli da Ripatransone, figlia di Giuseppe Neroni Cancelli.
Dal novembre 1838 al giugno del 1842 frequentò il seminario arcivescovile di Fermo e nel 1845 conseguì il diploma superiore presso il seminario collegio felice di Spello.
Dal 1846 frequentò l'Università pontificia di Camerino accedendo al corso di legge nel luglio del 1847, dove svolse anche pratica legale.
Scrisse poesie giovanili e una traduzione di Sallustio. Collaborò con diversi giornali, scrivendo articoli di critica storica, e pubblicò una Storia di Tolentino.
Fu influenzato dal nonno materno, il conte Giuseppe Neroni Cancelli, per la sua formazione liberale, in particolare durante il periodo della seconda Repubblica Romana. Anche la famiglia Lamponi, una delle più antiche tra le aristocratiche delle Marche, professava ideali liberali e patriottici.
A Santa Vittoria in Matenano la famiglia innalzava uno stemma a forma di scudo sormontato da una corona, raffigurante la scala, simbolo delle imprese compiute e gli onori raggiunti; la luna crescente, simboleggiante la benignità, la forza d'animo nelle sventure (dato che essa fa luce nelle tenebre) e l'incostanza nella sfortuna (dato che essa cambia nelle notti); due comete simbolo di chiarezza, di fama, di virtù superiori e potenza eterna; la lampada rappresentante la fede e il sapere.

### Risorgimento

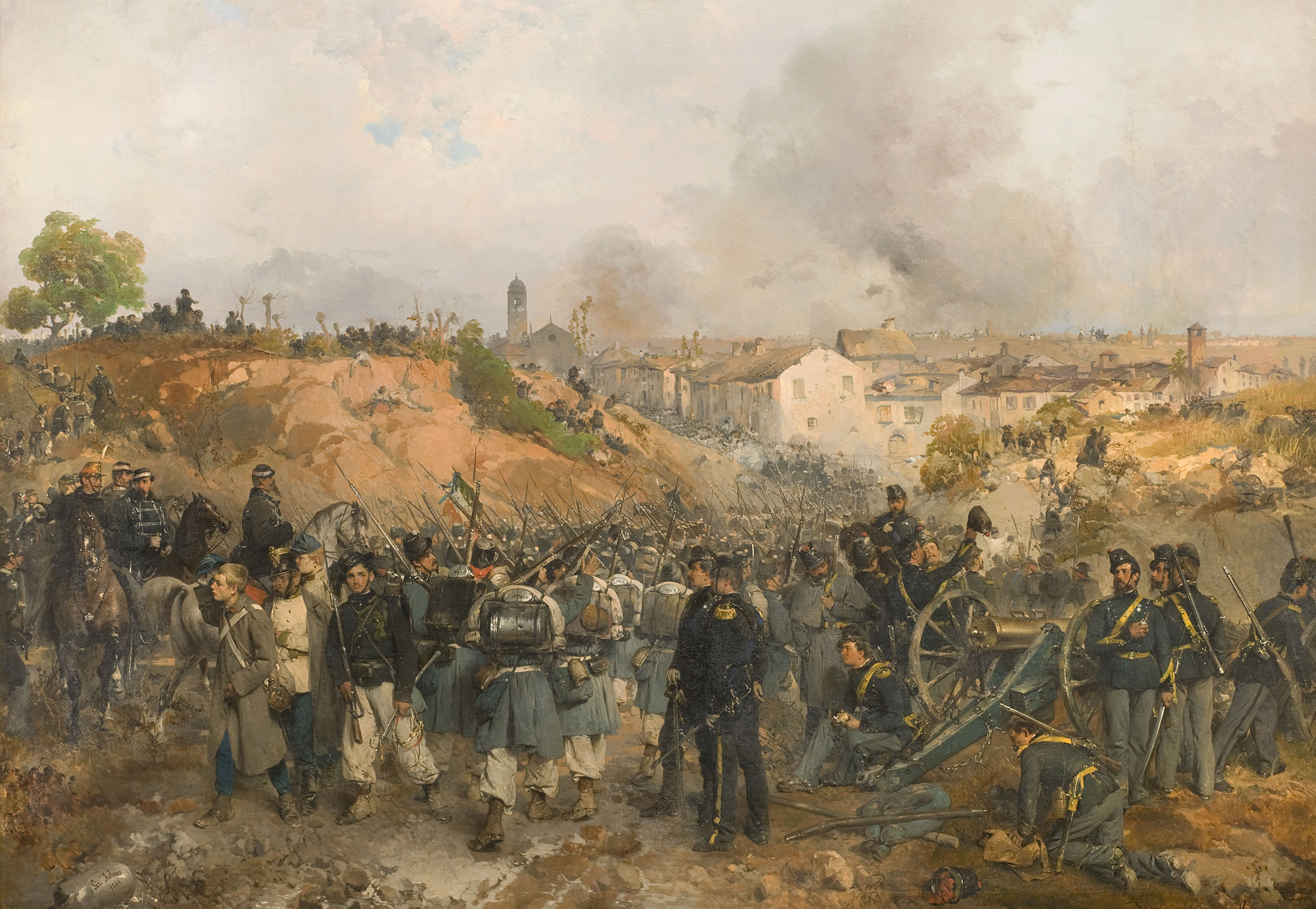
Gerolamo Induno, La presa di Palestro del 30 maggio 1859

Nel 1848, quando Giuseppe Garibaldi portò a Macerata le idee liberali di unità, con la costituzione di un "Circolo popolare", fu tra i primi a partecipare alla sollevazione delle Marche. Occupò allora il posto di segretario generale del governo insurrezionale al fianco del nonno Giuseppe Neroni Cancelli.
Nel gennaio del 1849 collaborò con Giuseppe Garibaldi a riorganizzare la "Legione marchigiana" formata da quest'ultimo a Macerata. Il nonno materno di Filippo, il conte Neroni Cancelli, ospitò Garibaldi nella sua casa a San Benedetto del Tronto tra il 24 e il 25 gennaio, prima della sua partenza verso Roma con la "Legione maceratese" di 2.500 uomini.
Nello stesso anno Filippo Lamponi divenne tenente della compagnia dei tiraglieri universitari di Camerino.
Dopo l'arrivo del generale francese Oudinot contro la Repubblica Romana, il 24 aprile, firmò per la città di Camerino l'adesione alla protesta dell'Assemblea romana, tenutasi il giorno successivo, nella quale si dichiarava contraria ad una mediazione, proposta dal diplomatico francese Ferdinand de Lesseps.
Dopo la caduta della Repubblica Romana fu costretto ad emigrare in Toscana, dove esercitò la professione forense.

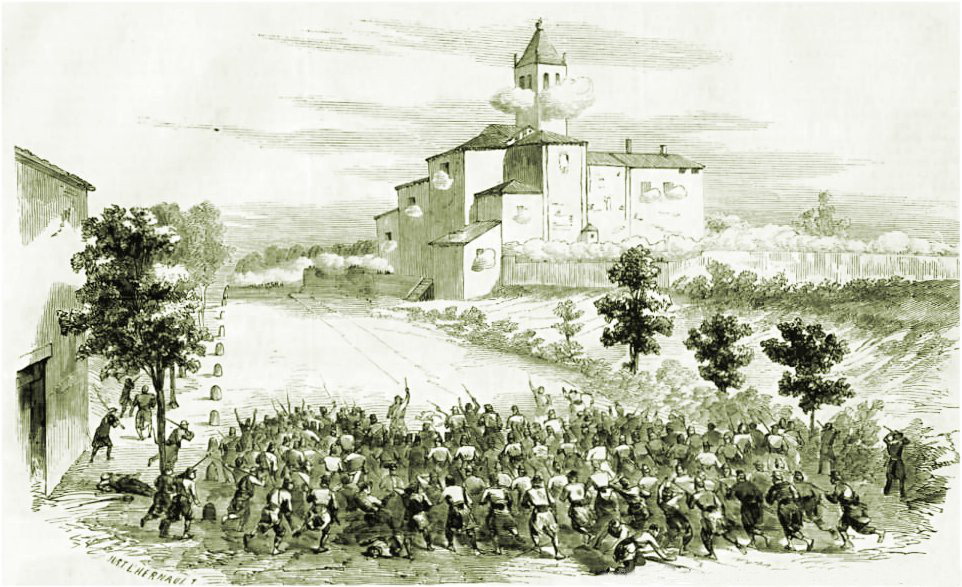
Battaglia di San Fermo - 27 maggio 1859

Nel 1859, insieme al fratello Ettore (ufficiale dell'arma dei carabinieri reali, con il grado di tenente-colonnello), fu al seguito di Giuseppe Garibaldi, entrando a Como dopo la battaglia di San Fermo contro gli austriaci, e il 31 maggio 1859 prese parte alla battaglia di Palestro.
Nel 1860 prese parte attiva ai rivolgimenti politici: ricoprì la carica di segretario generale della Giunta provvisoria di governo di Macerata, sotto il commissario regio per le Marche Lorenzo Valerio. Nello stesso periodo, il fratello minore Gregorio Lamponi (poi divenuto funzionario del ministero dell'interno), fu impiegato come "volontario" della prefettura di Macerata.
Filippo fu ancora nominato consigliere presso il commissariato provinciale di Macerata.
Fece inoltre parte della redazione del periodico l'Annessione Picena, il cui primo numero fu pubblicato a Macerata il 1º ottobre 1860.
Con Luigi Carlo Farini organizzò le nuove amministrazioni pubbliche (in particolar modo delle Romagne), ed assunse l'ufficio di conferire le cariche per le nuove amministrazioni. Fu eletto consigliere di Prefettura a Pesaro, dove riuscì ad entrare nelle grazie del Prefetto conte Pardefone. Venne decorato con la medaglia commemorativa delle Guerre del 1860-1861 per l'indipendenza e l'unità d'Italia.
Dal 1863 fu sottoprefetto a Caserta, a Rimini, a San Severo.
Seguì il generale Raffaele Cadorna dopo la presa di Roma (breccia di Porta Pia) per organizzare i servizi amministrativi nella nuova capitale e nelle altre province romane, nelle quali guidò e presiedette i comizi popolari per l'annessione all'Italia. Ebbe, inoltre, il compito di mantenere il collegamento tra il generale Cadorna e il primo ministro Giovanni Lanza.

### Incarichi nel Regno d'Italia

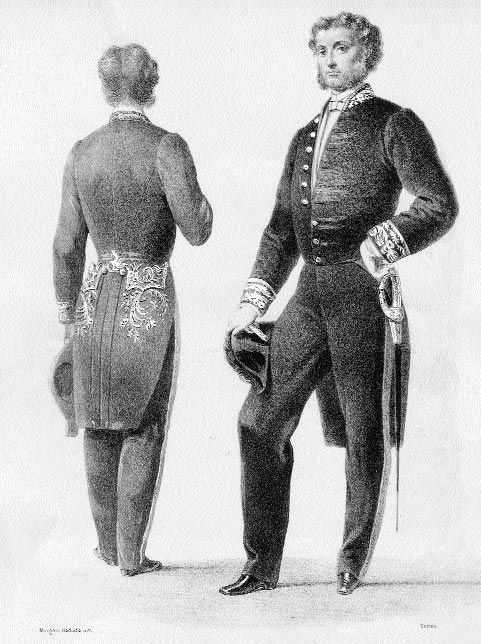
Uniforme prefettizia italiana (disegno della seconda metà del XIX secolo, custodito nell'Archivio centrale dello Stato)

Il governo gli affidò il ruolo di consigliere delegato ai comuni di Pesaro, Brescia, Bari, di regio delegato straordinario per l'amministrazione dei comuni di Ancona, di Bologna - dal 4 agosto 1872 al 9 novembre 1872 e di regio commissario straordinario della città di Genova - dal 26 marzo 1875 al 29 giugno 1876.

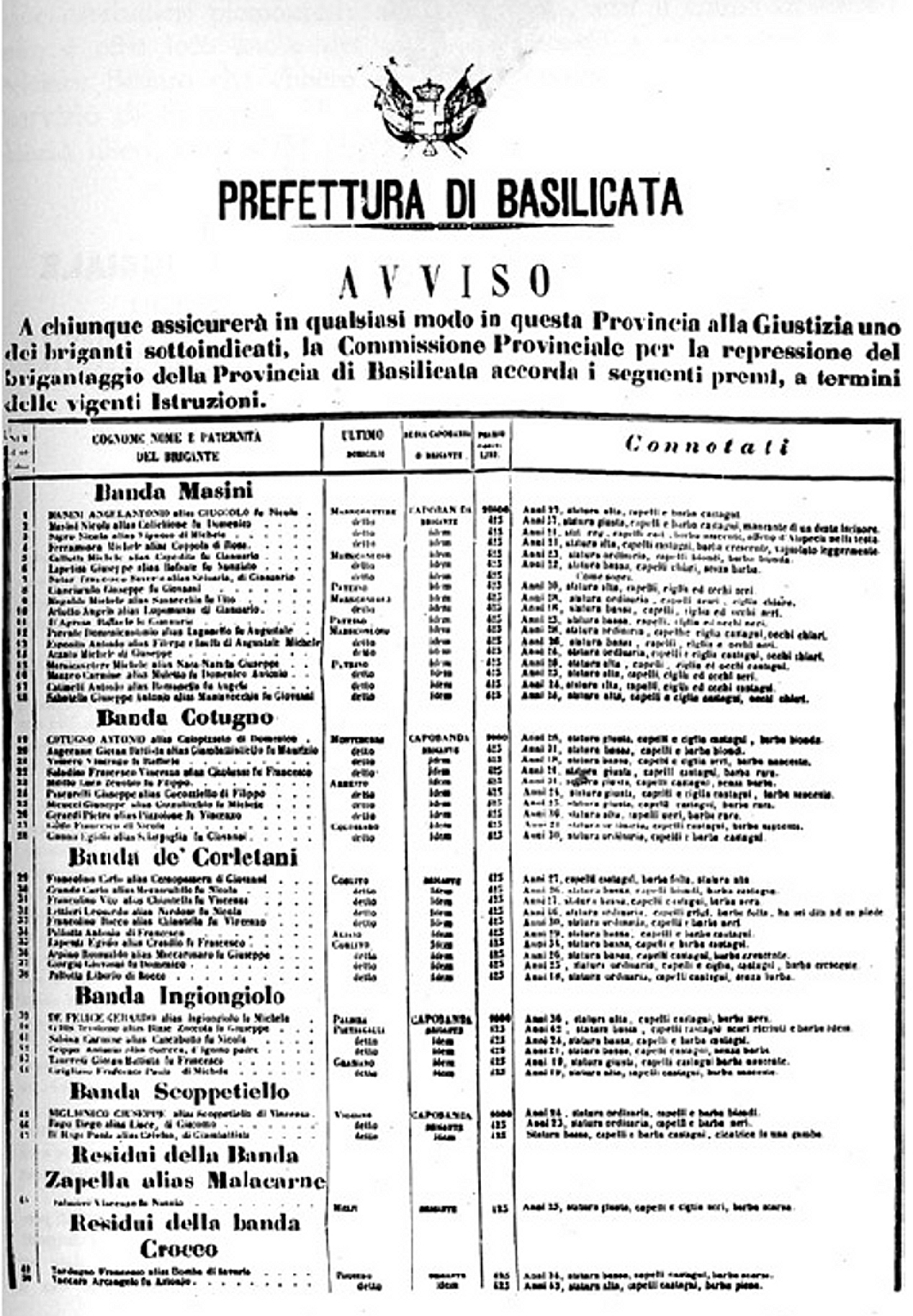
Bando della prefettura della Basilicata con un elenco di briganti ricercati, loro banda di appartenenza, descrizione e l'ammontare del premio per la loro cattura

Fu incaricato inoltre di missioni di lotta al brigantaggio prima nel circondario di Sala Consilina e poi nella provincia di Potenza, ottenendo la medaglia in argento al valore civile.
Dal 19 aprile 1876 al 10 ottobre 1877, dopo l'ascensione della Sinistra al potere, fu nominato prefetto per la provincia di Potenza e di seguito, fino alla sua morte, prefetto della provincia di Reggio Calabria.
Si occupò di organizzare le contabilità comunali, pianificando e realizzando un sistema di controllo e coordinamento dei movimenti di bilancio e lottò contro la corruzione dei contabili locali, disponendo, inoltre, numerose confische di beni pubblici indebitamente posseduti da privati.
Il 26 ottobre 1880 sottoscrisse insieme ad altri notabili locali (tra i quali i parlamentari del Regno d'Italia Agostino Plutino, Luigi De Blasio Di Palizzi, Saverio Vollaro, Luigi Raffaele Macry, Vincenzo Avati, Giuseppe Nanni, il presidente del consiglio provinciale di Reggio Calabria Domenico Spanò Bolani, i deputati provinciali Francesco Medici, Francesco Pensabene, Pietro Foti, il sindaco di Reggio Calabria Fabrizio Plutino, gli assessori comunali Vincenzo Cuzzo-Crea, Carmelo Mezzatesta ed altri) del comitato per raccogliere oblazioni a favore dei danneggiati dall'uragano che si era abbattuto su Reggio Calabria il 20 ottobre.

### Morte
Morì a Reggio Calabria il 29 marzo 1881 all'età di 53 anni dopo un lungo periodo di malattia. Oltre alle medaglie commemorative per la guerra d'indipendenza e a quella al valor civile, fu fregiato del titolo di commendatore della Corona d'Italia e di quella della Repubblica di San Marino.
Gli sono state dedicate due strade nelle città di Santa Vittoria in Matenano e di Fermo e nel 1967 fu inaugurata, a Santa Vittoria in Matenano, la scuola media statale "Filippo Lamponi".

## Opere
- F. Lamponi, "A sua eccellenza reverendissima monsignor Niccola Belletti ... gli alunni del pio istituto celebrando un'accademia poetica e istrumentale sotto la direzione di don Luigi Fabbri", Foligno, Tip. Tomassini, 1845
- F. Lamponi, "La fidanzata dell'esule: fantasia", Ripatransone, Tip. vescovile e comunale Jaffei, 1846
- F. Lamponi, "Sull'ordinamento della Repubblica - ragionamenti di C. C. Sallustio; dalla latina lingua nella volgare recati per Filippo Lamponi", Camerino, Tip. Anacleto Sarti, 1847
- F. Lamponi, "Elogio storico del cavaliere Giuseppe Neroni Cancelli", Firenze, Tip. Barbera, Bianchi & C., 1858